# حسین محمدی
حسین محمدی عضو مجمع تشخیص مصلحت نظام است. او که در دوران ریاست علی لاریجانی بر سازمان صدا و سیمای ایران، معاون سیاسی او بود، اکنون از اعضای دفتر رهبر ایران و هماهنگ‌کننده امور فرهنگی آن است.
محمدی در عرصه عمومی حضور پررنگی ندارد اما از نفوذ زیادی برخوردار بوده است. او هدایت امور مربوط به صداوسیما را در دفتر رهبر ایران برعهده دارد. پسر محمدی داماد سید محمدحسن خامنه‌ای است.